# 史培军
史培军（1959年3月10日—）是一位中国地理学家，国际欧亚科学院院士。

## 生平
1959年出生于陕西靖边，1982年毕业于内蒙古师范大学，之后进入中国科学院兰州沙漠研究所，1988年获得北京师范大学博士学位，同年6月加入中国共产党，之后留校任教担任地理学副教授，1992年升任教授。1995年至1996年在加利福尼亚大学伯克利分校继续博士后工作。1997年1月担任北京师范大学资源科学研究所所长。1999年9月担任北京师范大学副校长，2018年8月担任青海师范大学党委副书记、校长。